# Tuzi Ljevorečke
Tuzi Ljevorečke (en serbe cyrillique : Тузи Љеворечке) est un village de l'est du Monténégro, dans la municipalité de Podgorica.

## Démographie

### Évolution historique de la population
| 1948 | 1953 | 1961 | 1971 | 1981 | 1991 | 2003 |
| ---- | ---- | ---- | ---- | ---- | ---- | ---- |
| 151  | 159  | 117  | 114  | 5    | 3    | 6    |